# Serhiy Hladyr
Serhiy Hladyr (ukrainien : Сергій Гладир; né le 17 octobre 1988 à Mykolaïv, en Ukraine) est un joueur puis entraîneur ukrainien de basket-ball. Il joue au poste d'arrière.

## Biographie

### Débuts professionnels (2009-2013)
Serhiy Hladyr commence sa carrière dans des clubs du championnat d'Ukraine. Il est sélectionné par les Hawks d'Atlanta au 49e rang de la draft 2009. Gladyr signe avec le club espagnol de Manresa en juillet 2009.

### Carrière en France (2013-2019)
Après de bonnes performances en équipe nationale lors du championnat d'Europe en septembre 2013, Gladyr s'attend à ce que des équipes lui proposent un contrat. Mais la plupart des équipes importantes ont déjà un effectif complet et en octobre 2013, il signe un contrat avec la JSF Nanterre, club de première division française. L'entraîneur de la JSF Nanterre, Pascal Donnadieu, met en avant son adresse au tir extérieur et son sens tactique.
L'année suivante suivante, il rejoint le SLUC Nancy avant de s'envoler pour la Turquie au Istanbul BB mais il ne parvient pas à satisfaire les tests médicaux. Gladyr signe alors à Monaco, tout juste promu en Pro A pour la saison 2015-2016.
Le 9 juillet 2016, il prolonge son contrat d'un an avec Monaco.
Durant l'été 2017, il est pré-sélectionné dans l'équipe nationale d'Ukraine pour participer à l'EuroBasket 2017 mais il choisit de faire l'impasse sur le championnat à la suite de son opération du genou en Belgique.
Le 18 juillet 2017, il prolonge de nouveau son contrat d'un an avec Monaco.
Le 13 octobre 2017, ses droits en NBA, qui appartenaient aux Hawks d'Atlanta qui l'avaient drafté en 2009, sont transférés aux Cavaliers de Cleveland dans l'échange envoyant Richard Jefferson et Kay Felder aux Hawks.
En novembre 2017, il fait son retour avec l'équipe nationale dans le cadre des matches de qualification à la Coupe du Monde 2019.
Le 10 décembre 2018, il revient à Monaco pour un mois en tant que pigiste médical de Gerald Robinson. Fin janvier 2019, Hladyr obtient la prolongation de son contrat avec Monaco jusqu'à la fin de la saison en cours.

### Carrière d'entraîneur
Depuis 2021, Hladyr est entraîneur adjoint de l'AS Monaco,.

## Clubs successifs
- 2006 - 2009 :  MBK Mykolaïv (Superligue)
- 2009 - 2012 :  Bàsquet Manresa (Liga Endesa)
- 2012 - 2013 :  Baloncesto Fuenlabrada (Liga Endesa)
- 2013 - 2014 :  JSF Nanterre (Pro A)
- 2014 - 2015 :  SLUC Nancy (Pro A)
- 2015 - 2019 :  AS Monaco Basket (Pro A)

## Palmarès
- Leaders Cup : 2016, 2017 et 2018  (Monaco)
- Coupe de France : 2014 (Nanterre)

## Distinctions
- MVP de la finale de la Leaders Cup 2017
- Sélectionné pour le All-Star Game LNB 2016 (sélection étrangère)